# جادوگر شهر از (رمان)
جادوگر شگفت‌انگیز شهر از (به انگلیسی: The Wonderful Wizard of Oz) رمانی آمریکایی برای کودکان است که توسط ال. فرانک باوم نوشته شده و توسط ویلیام والاس دنسلو تصویر شده است.  اولین رمان در کتاب‌های اوز، دختر مزرعه‌دار کانزاس به نام دوروتی پس از اینکه او و سگ خانگی‌اش توتو توسط یک گردباد از خانه‌شان دور می‌شوند، به سرزمین جادویی اوز می‌رسد.  پس از ورود به اوز، او متوجه می‌شود که تا زمانی که جادوگر شریر غرب را نابود نکند، نمی‌تواند به خانه بازگردد. 
این کتاب اولین بار در ماه مه ۱۹۰۰ توسط شرکت جورج ام. هیل در ایالات متحده منتشر شد.  در ژانویه ۱۹۰۱، شرکت انتشارات چاپ اولین نسخه را به پایان رساند، در مجموع ۱۰۰۰۰ نسخه، که به سرعت به فروش رفت.  تا زمانی که در سال ۱۹۵۶ وارد مالکیت عمومی شد، سه میلیون نسخه فروخته بود. اغلب با عنوان جادوگر شهر اوز تجدید چاپ می‌شد که عنوان اقتباس موزیکال موفق ۱۹۰۲ برادوی و همچنین فیلم لایو اکشن کلاسیک ۱۹۳۹ است.  
موفقیت چشمگیر رمان اصلی ۱۹۰۰ و موزیکال ۱۹۰۲ برادوی، باوم را بر آن داشت تا سیزده کتاب اضافی اوز بنویسد که به عنوان دنباله‌های رسمی داستان اول عمل می‌کنند. بیش از یک قرن بعد، این کتاب یکی از شناخته‌شده‌ترین داستان‌های ادبیات آمریکاست و کتابخانه کنگره این اثر را «بزرگ‌ترین و دوست‌داشتنی‌ترین افسانه خانگی آمریکا» اعلام کرده است. 

## انتشار
داستان ال. فرانک باوم توسط شرکت جورج ام. هیل منتشر شد.  چاپ اول ۱۰۰۰۰ نسخه بود و پیش از تاریخ انتشار ۱ سپتامبر ۱۹۰۰ فروخته شد.  در ۱۷ می ۱۹۰۰، اولین نسخه از مطبوعات خارج شد. باوم آن را با دست مونتاژ کرد و به خواهرش مری لوئیز باوم بروستر ارائه کرد. عموم مردم برای اولین بار آن را در نمایشگاه کتاب در Palmer House در شیکاگو، از ۵ تا ۲۰ ژوئیه دیدند. حق چاپ آن در ۱ اوت ثبت شد. توزیع کامل در سپتامبر دنبال شد.  تا اکتبر ۱۹۰۰، این نسخه به فروش رسیده بود و نسخه دوم آن با ۱۵۰۰۰ نسخه تقریباً تمام شده بود. 
باوم در نامه ای به برادرش نوشت که ناشر کتاب، جورج ام. هیل، فروش حدود ۲۵۰۰۰۰ نسخه را پیش‌بینی کرده است. با وجود این حدس مساعد، هیل در ابتدا پیش‌بینی نکرد که این کتاب به‌طور خارق‌العاده ای موفق خواهد بود. او تنها زمانی موافقت کرد که این کتاب را منتشر کند که مدیر خانه اپرای بزرگ شیکاگو، فرد آر. هاملین، متعهد شد که آن را به صورت نمایشی موزیکال برای تبلیغ رمان تبدیل کند.
نمایشنامه جادوگر شهر اوز در ۲۶ خرداد ۱۲۸۱ (۱۶ ژوئن ۱۹۰۲) به نمایش درآمد. برای مطابقت با ترجیحات بزرگسالان تجدید نظر شد و به عنوان یک «فوق‌العاده موزیکال» با لباس‌هایی که از طراحی‌های دنزلو الگوبرداری شده بودند، ساخته شد. هنگامی که شرکت انتشاراتی هیل در سال ۱۹۰۱ ورشکست شد،  شرکت بابز-مریل مستقر در ایندیاناپولیس انتشار رمان را از سر گرفت.   تا سال ۱۹۳۸، بیش از یک میلیون نسخه از کتاب چاپ شده بود.  تا سال ۱۹۵۶، فروش به سه میلیون نسخه افزایش یافت.

## طرح

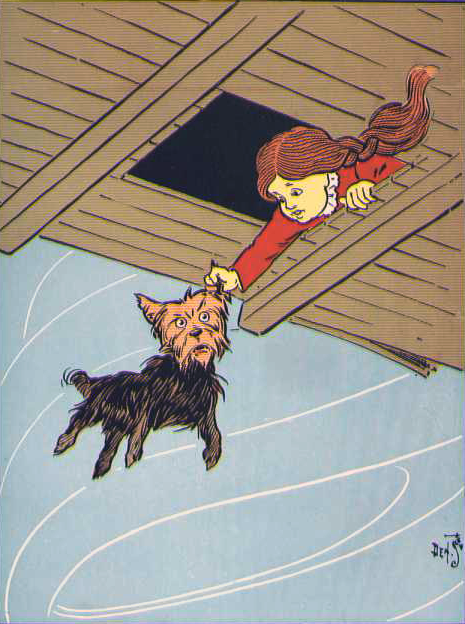
دوروتی در حالی که خانه آنها در یک سیکلون (گردباد) گرفتار می‌شود، گوش را با گوش گرفت. تصویر اول توسط W. W. Denslow.

دوروتی دختر جوانی است که با عمه ام، عمو هنری و سگش توتو در مزرعه ای در دشت کانزاس زندگی می‌کند. یک روز، او و توتو گرفتار طوفانی می‌شوند که آن‌ها و خانهٔ مزرعه را به کشور مونچکین در سرزمین جادویی اوز می‌سپارد. خانه در حال سقوط، جادوگر شریر شرق، حاکم شرور مانچکینز را کشته است. جادوگر خوب شمال با سه مونچکین سپاسگزار وارد می‌شود و کفش‌های نقره‌ای جادویی را که زمانی متعلق به جادوگر شریر بود، به دوروتی می‌دهد. جادوگر خوب به دوروتی می‌گوید که تنها راهی که می‌تواند به خانه برگردد این است که جاده آجری زرد رنگ را به سمت شهر زمرد دنبال کند و از جادوگر بزرگ و قدرتمند اوز بخواهد که به او کمک کند. در حالی که دوروتی سفر خود را آغاز می‌کند، جادوگر خوب شمال پیشانی او را می‌بوسد و به او محافظت جادویی از آسیب می‌دهد.
دوروتی در راه پایین جاده آجری زرد در ضیافتی که توسط مونچکین به نام بوک برگزار می‌شود شرکت می‌کند. روز بعد، مترسکی را از میله‌ای که روی آن آویزان است آزاد می‌کند، روغن قوطی را به مفاصل زنگ‌زده یک چوب‌دار حلبی می‌مالد و با شیری ترسو ملاقات می‌کند. مترسک مغز می‌خواهد، چوب‌دار حلبی قلب، و شیر شجاعت می‌خواهد، بنابراین دوروتی آنها را تشویق می‌کند تا با او و توتو به شهر زمرد سفر کنند تا از جادوگر کمک بخواهند.
پس از چندین ماجراجویی، مسافران به شهر زمردی می‌رسند و با نگهبان دروازه‌ها ملاقات می‌کنند، که از آنها می‌خواهد عینک‌های سبز رنگی به چشم بزنند تا چشم‌هایشان توسط درخشش شهر کور نشود. هر کدام برای دیدن جادوگر فراخوانده می‌شوند. او به دوروتی به‌عنوان یک سر غول‌پیکر، برای مترسک به‌عنوان یک بانوی دوست‌داشتنی، برای مرد چوب‌دار حلبی به‌عنوان یک جانور وحشتناک و برای شیر به‌عنوان یک توپ آتشین ظاهر می‌شود. او موافقت می‌کند که در صورت کشتن جادوگر شرور غرب که بر کشور وینکی حکومت می‌کند به همه آنها کمک کند. گاردین به آنها هشدار می‌دهد که هیچ‌کس تا به حال موفق به شکست دادن جادوگر نشده است.
جادوگر شریر غرب مسافران را با یک چشم تلسکوپی خود می‌بیند که نزدیک می‌شوند. او گروهی از گرگ‌ها را می‌فرستد تا آنها را تکه‌تکه کنند، اما مرد چوبی حلبی آنها را با تبر خود می‌کشد. او دسته‌ای از کلاغ‌های وحشی را می‌فرستد تا چشم‌هایشان را نوک بزنند، اما مترسک با چرخاندن گردن‌شان آنها را می‌کشد. او گروهی از زنبورهای سیاه را احضار می‌کند تا آنها را نیش بزنند، اما آنها در حالی که می‌خواهند مرد چوبی حلبی را نیش بزنند کشته می‌شوند در حالی که نی مترسک بقیه را پنهان می‌کند. او یک دوجین از برده‌های وینکی خود را می‌فرستد تا به آنها حمله کنند، اما شیر برای دفع آنها محکم می‌ایستد. در نهایت، او از قدرت کلاه طلایی خود استفاده می‌کند تا میمون‌های بالدار را بفرستد تا دوروتی، توتو و شیر را بگیرند، مترسک را باز کنند و مرد چوب‌دار حلبی را فرو بروند. دوروتی مجبور می‌شود برده شخصی جادوگر شود، در حالی که جادوگر قصد دارد کفش‌های نقره ای او را بدزدد.

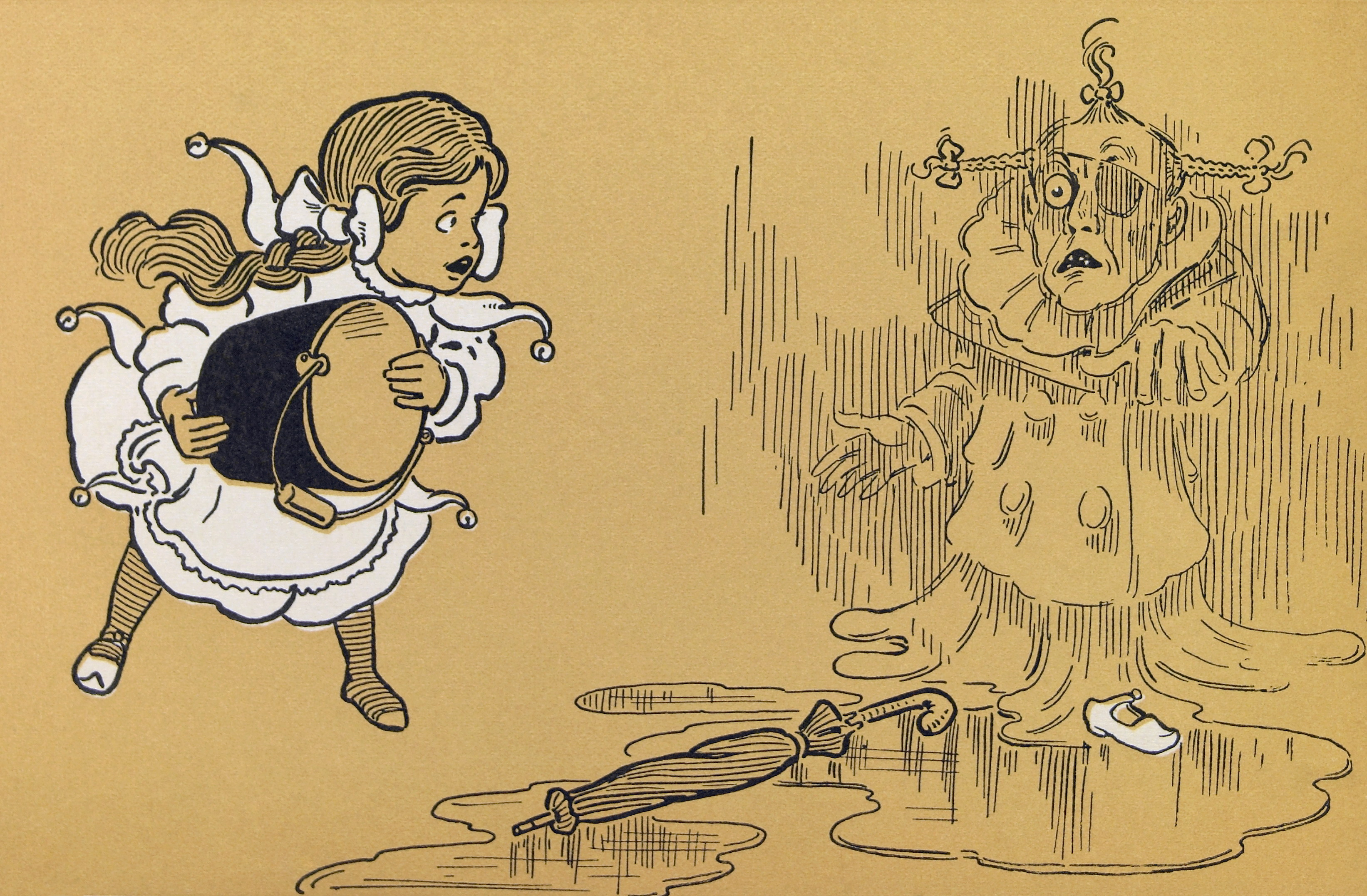
The Wicked Witch melts. First edition illustration by W. W. Denslow.

جادوگر با موفقیت دوروتی را از یکی از کفش‌های نقره ای اش بیرون می‌آورد. او با عصبانیت یک سطل آب به سمت جادوگر پرتاب می‌کند و از دیدن آب شدن او شوکه می‌شود. وینکی‌ها از رهایی از ظلم او خوشحال می‌شوند و به ترمیم مترسک و ترمیم مرد چوبی حلبی کمک می‌کنند. آنها از تین وودمن می‌خواهند که فرمانروای آنها شود، که او پس از کمک به دوروتی برای بازگشت به کانزاس موافقت می‌کند. دوروتی کلاه طلایی جادوگر را پیدا می‌کند و میمون‌های بالدار را احضار می‌کند تا او و دوستانش را به شهر زمردی برگردانند. پادشاه میمون‌های بالدار می‌گوید که چگونه او و گروهش توسط جادوگر گایلت از شمال به کلاهک افسون شده‌اند و دوروتی ممکن است از آن برای احضار دو بار دیگر استفاده کند.
وقتی دوروتی و دوستانش دوباره جادوگر را ملاقات می‌کنند، توتو به صفحه‌ای در گوشه‌ای از اتاق تاج و تخت اشاره می‌کند که جادوگر را نشان می‌دهد، که متأسفانه توضیح می‌دهد که او یک پیرمرد معمولی است که با بالون به اوز آمده است. مدتها پیش از اوماها. او برای مترسک یک سر پر از سبوس، سنجاق و سوزن ("مغزهای سبوس زیادی")، چوب‌دار حلبی با قلب ابریشم پر از خاک اره، و شیر معجون "شجاعت" فراهم می‌کند. ایمان آنها به قدرت او به این اقلام تمرکز برخواسته‌های آنها می‌دهد. او تصمیم می‌گیرد دوروتی و توتو را به خانه ببرد و سپس با بالون خود به اوماها برگردد. در هنگام اخراج، مترسک را به جای او منصوب می‌کند، که پس از کمک به دوروتی برای بازگشت به کانزاس، موافقت می‌کند. توتو یک بچه گربه را در میان جمعیت تعقیب می‌کند و دوروتی به دنبال او می‌رود، اما طناب‌های نگهدارنده بالون شکسته می‌شوند و جادوگر شناور می‌شود.

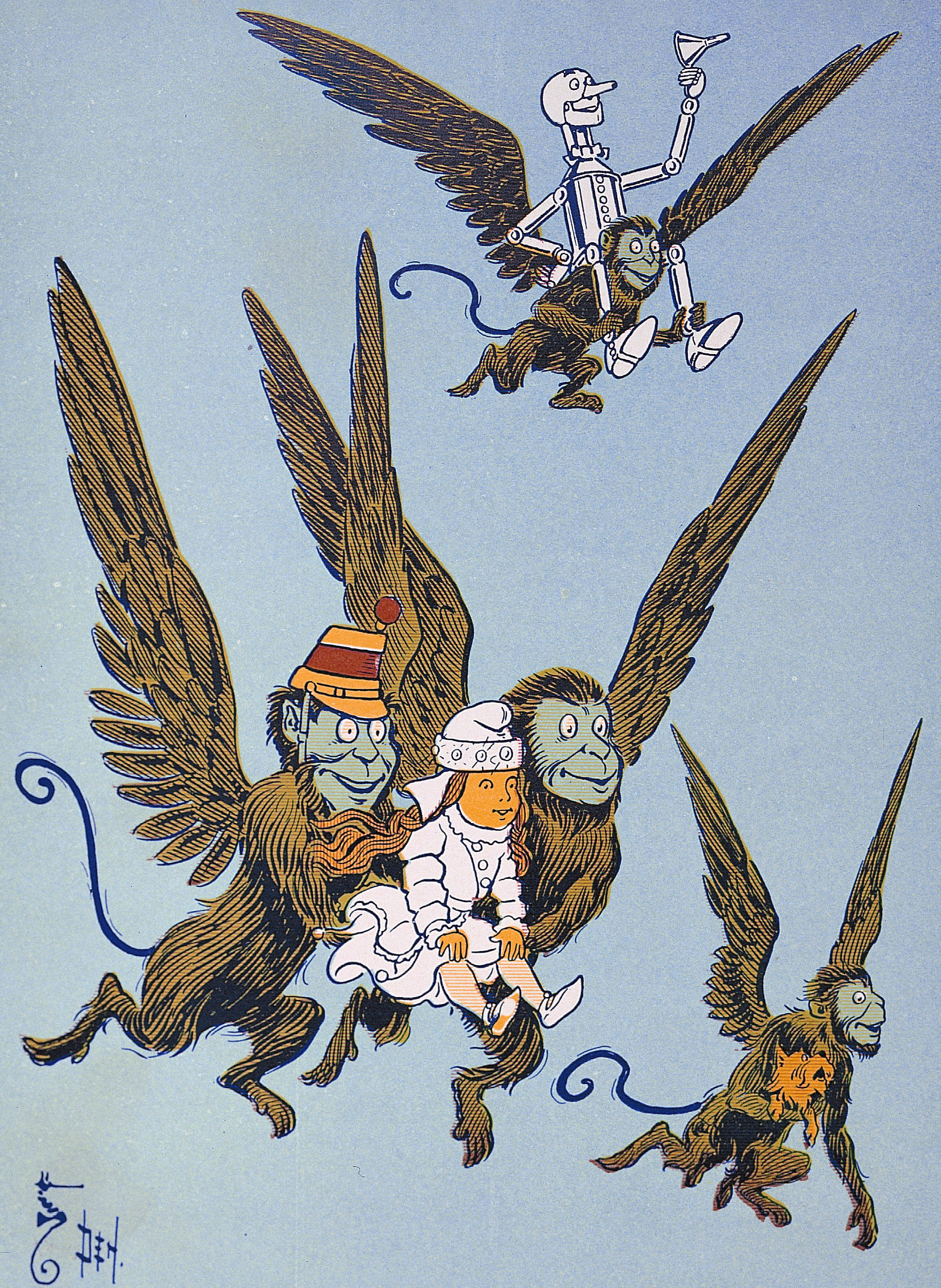
The Winged Monkeys transport Dorothy.

دوروتی میمون‌های بالدار را احضار می‌کند و به آنها می‌گوید که او و توتو را به خانه ببرند، اما آنها توضیح می‌دهند که نمی‌توانند از صحرای اطراف اوز عبور کنند. سرباز با سبیل‌های سبز به دوروتی اطلاع می‌دهد که گلیندا، جادوگر خوب جنوب ممکن است بتواند به او کمک کند تا به خانه بازگردد، بنابراین مسافران سفر خود را برای دیدن قلعه گلیندا در کشور کوادلینگ آغاز می‌کنند. در راه، شیر عنکبوت غول پیکری را می‌کشد که حیوانات را در یک جنگل وحشت زده می‌کند. آنها از او می‌خواهند که پادشاه آنها شود، که او پس از کمک به دوروتی برای بازگشت به کانزاس موافقت می‌کند. دوروتی برای بار سوم میمون‌های بالدار را احضار می‌کند تا آنها را بر فراز تپه ای به سمت قلعه گلیندا پرواز دهد.
گلیندا به آنها سلام می‌کند و نشان می‌دهد که کفش‌های نقره‌ای دوروتی می‌تواند او را به هر جایی که می‌خواهد ببرد. او دوستانش را در آغوش می‌گیرد که همگی از طریق سه استفاده گلیندا از کلاه طلایی به پادشاهی جدید خود بازگردانده می‌شوند: مترسک به شهر زمرد، مرد چوب‌دار حلبی به کشور وینکی، و شیر به جنگل. پس از آن کلاه به پادشاه میمون‌های بالدار داده می‌شود و او و گروهش را آزاد می‌کند. دوروتی توتو را در آغوش می‌گیرد، سه بار پاشنه‌هایش را به هم می‌زند و آرزو می‌کند که به خانه بازگردد. او فوراً شروع به چرخیدن در هوا و غلتیدن روی چمن‌های دشت کانزاس، تا خانهٔ مزرعه می‌کند، اگرچه کفش‌های نقره‌ای در مسیر از پاهایش می‌افتند و در صحرای مرگبار گم می‌شوند. او به سمت عمه ام می‌دود و می‌گوید: "خیلی خوشحالم که دوباره به خانه آمدم!"

## تصاویر
این کتاب توسط دوست و همکار باوم، دبلیو دبلیو دنسلو، که حق چاپ را نیز در اختیار داشت، تصویرسازی شده است. این طرح برای آن زمان مجلل بود، با تصاویر در بسیاری از صفحات، پس‌زمینه در رنگ‌های مختلف، و چندین تصویر صفحه رنگی.  این حروف دارای سبک قدیمی مونوتایپ است که به تازگی طراحی شده است. در سپتامبر ۱۹۰۰، گراند رپیدز هرالد نوشت که تصاویر دنزلو «به همان اندازه داستان هستند که در نوشته‌ها». سرمقاله معتقد بود که اگر عکس‌های دنزلو نبود، خوانندگان نمی‌توانستند دقیقاً چهره‌های دوروتی، توتو و سایر شخصیت‌ها را به تصویر بکشند. 
تصاویر دنزلو آنقدر شناخته شده بود که تجار بسیاری از محصولات اجازه استفاده از آنها را برای تبلیغ کالاهای خود گرفتند. شکل‌های مترسک، چوب‌دار حلبی، شیر ترسو، جادوگر و دوروتی به مجسمه‌های لاستیکی و فلزی ساخته شدند. جواهرات لباس، اسباب بازی‌های مکانیکی و صابون نیز با استفاده از فیگورهای آنها طراحی شده است.  ظاهر متمایز تصاویر دنزلو منجر به تقلیدکنندگان در آن زمان شد، به ویژه زائبرلیندا، جادوگر خردمند اثر ایوا کاترین گیبسون، که هم از تایپوگرافی و هم از طراحی تصویرسازی اوز تقلید می‌کرد. 
نسخه جدیدی از کتاب در سال ۱۹۴۴ با تصاویری از Evelyn Copelman منتشر شد.   اگرچه ادعا می‌شد که تصاویر جدید بر اساس نسخه‌های اصلی دنزلو هستند، اما بیشتر شبیه شخصیت‌هایی هستند که در نسخه فیلم معروف کتاب باوم در سال ۱۹۳۹ دیده می‌شود. 

## الهام خلاق

### زندگی شخصی باوم

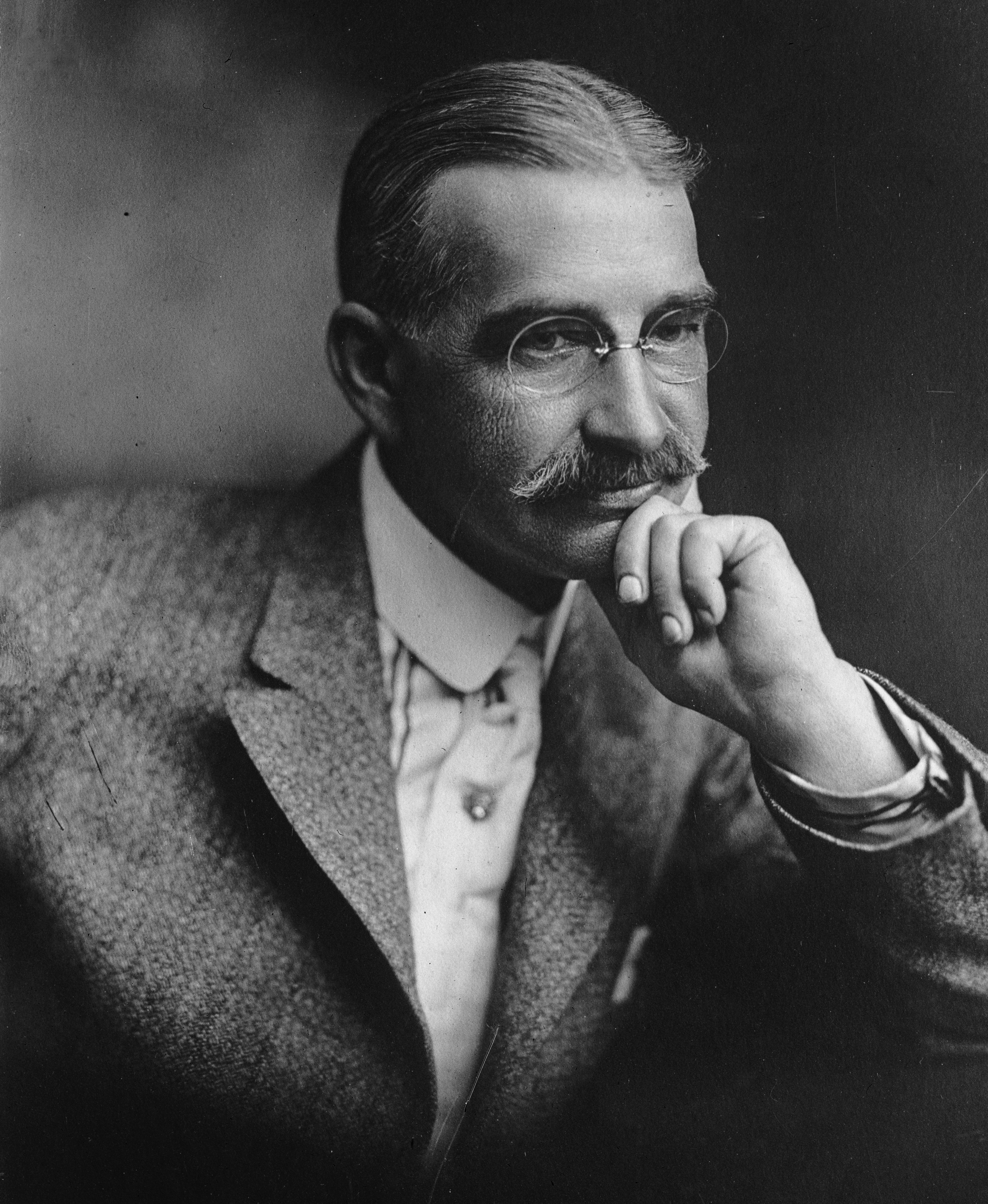
L. Frank Baum circa 1911

به گفته پسر باوم، هری نیل، نویسنده اغلب «قبل از اینکه برای کتاب‌هایش تبدیل به داستان‌های عجیب و غریب شوند» به فرزندانش گفته بود.  هری پدرش را «پرورم‌ترین مردی که می‌شناختم» نامید، مردی که می‌توانست دلیل مناسبی برای اینکه چرا پرندگان سیاه پخته شده در پای می‌توانند بعد از آن بیرون بیایند و آواز بخوانند، بیاورد. 
بسیاری از شخصیت‌ها، وسایل و ایده‌های رمان از زندگی شخصی و تجربیات باوم گرفته شده‌اند.  باوم مشاغل مختلفی داشت، بسیار جابجا شد و در معرض دید افراد زیادی قرار گرفت، بنابراین الهام بخش داستان می‌توانست از جنبه‌های مختلف زندگی او گرفته شود.  در مقدمه داستان، باوم می‌نویسد که «آرزو دارد که یک افسانه مدرن باشد، که در آن شگفتی و شادی حفظ شود و دل دردها و کابوس‌ها کنار گذاشته شود.» 

#### مترسک و مرد چوبی حلبی
در کودکی، باوم اغلب کابوس‌های مترسکی را می‌دید که او را در یک مزرعه تعقیب می‌کرد.  لحظاتی قبل از اینکه "انگشت‌های یونجه ژنده" مترسک تقریباً گردن او را بگیرد، در مقابل چشمانش از هم می‌پاشید. چند دهه بعد، باوم در بزرگسالی، شکنجه گر خود را به عنوان مترسک در رمان ادغام کرد.  در اوایل دهه ۱۸۸۰، نمایشنامه کبریت باوم در حال اجرا بود که "سوسو زدن از فانوس نفت سفید جرقه ای را به تیرها زد و باعث شد تا خانه اپرای باوم توسط شعله‌های آتش سوخته شود. محقق Evan I. Schwartz پیشنهاد کرد که این ممکن است الهام‌بخش شدیدترین وحشت مترسک باشد: «فقط یک چیز در جهان وجود دارد که من از آن می‌ترسم. یک کبریت روشن.» 
به گفته پسر باوم، هری، مرد چوبی حلبی از جذابیت باوم به نمایشگرهای پنجره متولد شد. او می‌خواست چیزی جذاب برای نمایشگرهای پنجره بسازد، بنابراین از مجموعه‌ای التقاطی از تکه‌های تکه‌ای برای ساختن یک چهره خیره‌کننده استفاده کرد. از دیگ شستشو بدن، از لوله‌های اجاق گاز پیچ و مهره ای دست و پا و از ته‌دیگ یک صورت درست کرد. سپس باوم یک کلاه قیفی روی شکل قرار داد که در نهایت تبدیل به مرد چوبی حلبی شد. 

#### دوروتی، عمو هنری، و جادوگران

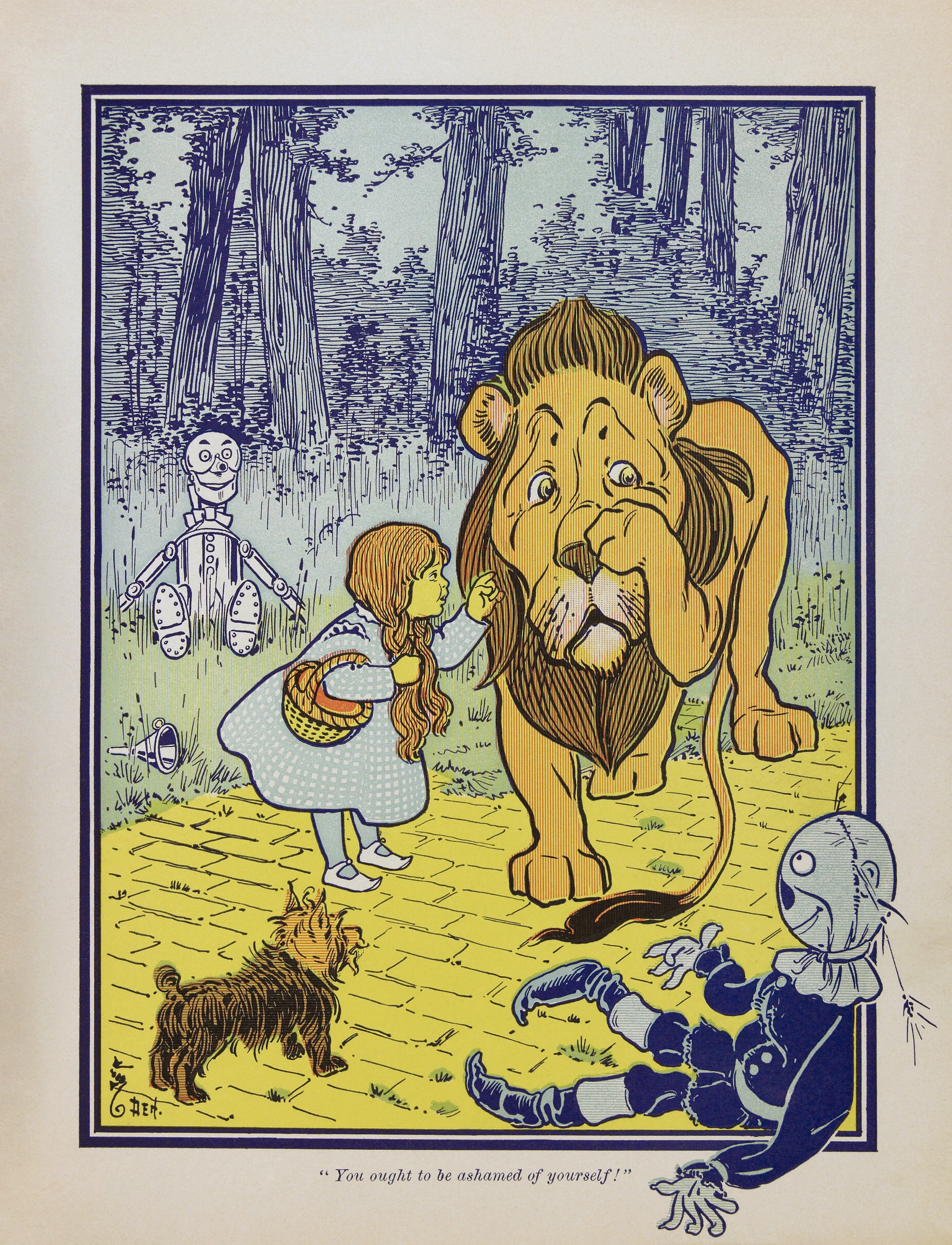
Dorothy meeting the Cowardly Lion (Denslow, 1900)

همسر باوم، مود گیج، مرتباً به ملاقات خواهرزاده تازه متولد شده آنها، دوروتی لوئیز گیج می‌رفت که او را به عنوان دختری که هرگز نداشت، می‌پرستید. این نوزاد به شدت بیمار شد و در سن پنج ماهگی در بلومینگتون، ایلینوی در ۱۱ نوامبر ۱۸۹۸ بر اثر «احتقان مغز» درگذشت. مود ویران شده بود.  فرانک برای کاهش ناراحتی او، قهرمان داستان جادوگر شگفت‌انگیز شهر اوز را دختری به نام دوروتی ساخت و کتاب را به همسرش تقدیم کرد.  نوزاد در گورستان همیشه سبز به خاک سپرده شد، جایی که سنگ قبر او مجسمه شخصیت دوروتی را در کنار آن قرار داده است. 
چند دهه بعد، جوسلین بوردیک - دختر خواهرزاده دیگر باوم، مگدالنا کارپنتر و سناتور سابق دموکرات ایالات متحده از داکوتای شمالی - اظهار داشت که مادرش نیز تا حدی الهام‌بخش شخصیت دوروتی بوده است.  بوردیک ادعا کرد که عموی بزرگش "زمان قابل توجهی را در خانه "سرپنتر" گذراند و بسیار به ماگدالنا وابسته شد.  بوردیک شباهت‌های زیادی را بین خانه مادرش و مزرعه عمه ام و عمو هنری گزارش کرده است. 
عمو هنری از هنری گیج، پدر شوهر باوم الگوبرداری شد. هنری که توسط همسرش ماتیلدا اداره می‌شد، به ندرت با او مخالفت می‌کرد. با این حال، او در تجارت شکوفا شد و همسایگانش به او نگاه کردند. به همین ترتیب، عمو هنری «مردی منفعل اما سخت کوش» بود که «سخت و موقر به نظر می‌رسید و به ندرت صحبت می‌کرد».  جادوگران در رمان تحت تأثیر تحقیقات شکار جادوگران جمع‌آوری شده توسط ماتیلدا گیج قرار گرفتند. داستان اعمال وحشیانه علیه جادوگران متهم، باوم را می‌ترساند. دو رویداد کلیدی در رمان شامل جادوگران شرور است که از طریق ابزارهای استعاری با مرگ خود روبرو می‌شوند. 

#### شهر زمرد و سرزمین اوز

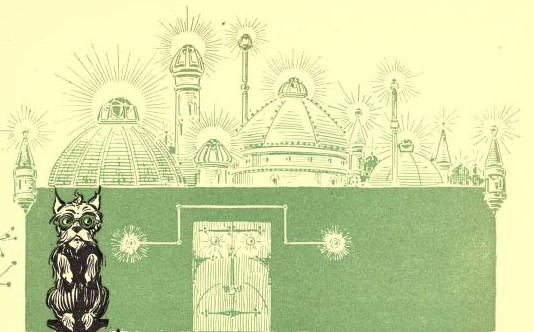
The Emerald City (Denslow, 1900)

در سال ۱۸۹۰، باوم در آبردین، داکوتای جنوبی در طول یک خشکسالی زندگی می‌کرد و داستانی شوخ‌آمیز در ستون «بانوی ما» در پیشگامان شنبه آبردین دربارهٔ کشاورزی نوشت که به اسب‌هایش عینک سبز رنگ می‌داد و باعث می‌شد آنها باور کنند که چوب چیپس‌هایی که می‌خوردند تکه‌های علف بود.  به همین ترتیب، جادوگر مردم شهر زمرد را وادار کرد که از عینک سبز رنگ استفاده کنند تا باور کنند که شهرشان از زمرد ساخته شده است. 
در طول اقامت کوتاه باوم در آبردین، انتشار افسانه‌ها در مورد غرب فراوان ادامه یافت. با این حال، غرب به جای اینکه سرزمین عجایب باشد، به دلیل خشکسالی و افسردگی به یک سرزمین بایر تبدیل شد. در سال ۱۸۹۱، باوم خانواده خود را از داکوتای جنوبی به شیکاگو نقل مکان کرد. در آن زمان، شیکاگو برای نمایشگاه جهانی کلمبیا در سال ۱۸۹۳ آماده می‌شد. محقق لورا بارت اظهار داشت که شیکاگو «به‌طور قابل توجهی شبیه اوز است تا کانزاس». پس از کشف این که افسانه‌ها در مورد ثروت‌های بی حساب غرب بی اساس هستند، باوم «گسترش مرزهای آمریکا در اوز» را ایجاد کرد. از بسیاری جهات، خلقت باوم شبیه به مرز واقعی است مگر اینکه غرب در آن زمان هنوز توسعه نیافته بود. مانچکینز دوروتی که در ابتدای رمان با آن‌ها مواجه می‌شود، نماینده کشاورزان است، همان‌طور که وینکی‌هایی که بعداً ملاقات می‌کند. 
افسانه‌های محلی می‌گویند که اوز، که به عنوان شهر زمرد نیز شناخته می‌شود، از یک ساختمان قلعه مانند برجسته در جامعه پارک قلعه در نزدیکی هلند، میشیگان، جایی که باوم در تابستان زندگی می‌کرد، الهام گرفت. جاده آجری زرد از جاده‌ای که در آن زمان با آجرهای زرد سنگفرش شده بود، در پیکسکیل، نیویورک، جایی که Baum در آکادمی نظامی Peekskill حضور داشت، مشتق شد. محققان باوم اغلب از نمایشگاه جهانی شیکاگو در سال ۱۸۹۳ («شهر سفید») به عنوان الهام‌بخش شهر زمرد یاد می‌کنند. افسانه‌های دیگر نشان می‌دهد که الهام از هتل دل کورونادو در نزدیکی سن دیگو، کالیفرنیا است. باوم مهمان مکرر هتل بود و چندین کتاب اوز را در آنجا نوشته بود.  در مصاحبه ای در سال ۱۹۰۳ با پابلیشرز ویکلی ,  باوم گفت که نام "Oz" از کابینه پرونده او با برچسب "O-Z" آمده است.  
برخی از منتقدان معتقدند که اوز باوم ممکن است از استرالیا الهام گرفته شده باشد. استرالیا اغلب در زبان محاوره ای نوشته می‌شود یا به آن "Oz" می‌گویند. علاوه بر این، در اوزمای اوز (۱۹۰۷)، دوروتی در نتیجه طوفانی در دریا در حالی که او و عمو هنری با کشتی به استرالیا سفر می‌کنند، به اوز بازمی‌گردد. مانند استرالیا، اوز یک قاره جزیره ای در غرب کالیفرنیا با مناطق مسکونی است که با یک بیابان بزرگ هم‌مرز است. شاید باوم قصد داشت اوز استرالیا یا سرزمینی جادویی در مرکز صحرای بزرگ استرالیا باشد. 

### ماجراهای آلیس در سرزمین عجایب
باوم علاوه بر تأثیرپذیری از افسانه‌های برادران گریم و هانس کریستین اندرسن،  به‌طور قابل توجهی تحت تأثیر رمان «ماجراهای آلیس در سرزمین عجایب» نویسنده انگلیسی لوئیس کارول در سال ۱۸۶۵ قرار گرفت.  اگرچه باوم طرح رمان کارول را نامنسجم می‌دانست، اما منبع محبوبیت کتاب را خود آلیس می‌دانست - کودکی که خوانندگان جوان‌تر می‌توانستند با او همذات پنداری کنند، و این بر انتخاب دوروتی به‌عنوان قهرمان داستان توسط باوم تأثیر گذاشت. 
باوم همچنین تحت تأثیر دیدگاه کارول قرار گرفت که همه کتاب‌های کودکان باید به شکلی مجلل به تصویر کشیده شوند، خواندن آن لذت بخش باشد و حاوی هیچ درس اخلاقی نباشد.  در دوران ویکتوریا، کارول این انتظار عمومی را رد کرده بود که کتاب‌های کودکان باید از درس‌های اخلاقی اشباع شوند و در عوض او معتقد بود که باید به کودکان اجازه داده شود که کودک باشند.
اگرچه باوم تحت تأثیر آثار انگلیسی کارول متمایز بود، با این وجود به دنبال خلق داستانی بود که دارای عناصر آمریکایی قابل تشخیصی مانند کشاورزی و صنعتی شدن بود.  در نتیجه، باوم ویژگی‌های متعارف یک افسانه مانند جادوگران و جادوگران را با وسایل شناخته شده در زندگی خوانندگان جوانش در غرب میانه مانند مترسک‌ها و مزارع ذرت ترکیب کرد. 

### تأثیر دنسلو

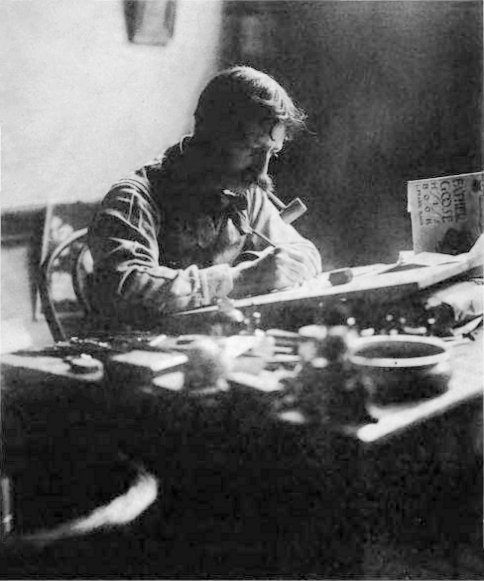
Illustrator W. W. Denslow sketching circa 1900.

تصویرگر اصلی رمان، ویلیام والاس دنسلو، به توسعه داستان باوم کمک کرد و تأثیر زیادی بر نحوه تفسیر آن گذاشت.  باوم و دنزلو رابطه کاری نزدیکی داشتند و با هم کار کردند تا داستان را از طریق تصاویر و متن ایجاد کنند.  رنگ عنصر مهمی از داستان است و در سراسر تصاویر وجود دارد و هر فصل دارای نمایش رنگ متفاوتی است. دنزلو همچنین ویژگی‌هایی را به نقاشی‌های خود اضافه کرد که باوم هرگز آنها را توصیف نکرد. به عنوان مثال، دنزلو خانه ای و دروازه‌های شهر زمردی را با چهره‌هایی روی آنها ترسیم کرد.
در کتاب‌های بعدی اوز، جان آر. نیل، که تمام دنباله‌ها را به تصویر می‌کشید، به استفاده از عناصری از تصویرسازی‌های قبلی دنزلو، از جمله چهره‌های روی دروازه‌های شهر زمرد ادامه داد.  جنبه دیگر کلاه قیفی چوب‌دار حلبی است که تا کتاب‌های بعدی در متن ذکر نشده است، اما در تفسیر اکثر هنرمندان از این شخصیت، از جمله تولیدات صحنه‌ای و فیلم ۱۹۰۲–۰۹، ۱۹۰۸، ۱۹۱۰، ۱۹۱۴، ظاهر می‌شود. ۱۹۲۵، ۱۹۳۱، ۱۹۳۳، ۱۹۳۹، ۱۹۸۲، ۱۹۸۵، ۱۹۸۸، ۱۹۹۲، و دیگران. یکی از اولین تصویرگرانی که از کلاه قیفی استفاده نکرد، راسل اچ. شولز در نسخه انتشارات ویتمن در سال ۱۹۵۷ بود - شولز او را در حالی که گلدانی بر سر داشت به تصویر کشید. تصاویر لیبیکو ماراجا، که برای اولین بار در نسخه ایتالیایی سال ۱۹۵۷ ظاهر شد و همچنین در نسخه‌های انگلیسی زبان و نسخه‌های دیگر ظاهر شد، به دلیل به تصویر کشیدن او با سر برهنه مشهور است.

### کنایه‌هایی از آمریکای قرن نوزدهم
چندین دهه پس از انتشار، کار باوم منجر به تعدادی تفاسیر سیاسی شد، به ویژه در رابطه با جنبش پوپولیستی قرن ۱۹ در ایالات متحده.  در مقاله ای در سال ۱۹۶۴ در American Quarterly با عنوان "جادوگر شهر اوز: تمثیل در مورد پوپولیسم"،  آموزگار هنری لیتلفیلد اظهار داشت که این کتاب تمثیلی از بحث دو فلزی اواخر قرن نوزدهم در مورد سیاست پولی است.   تز لیتلفیلد تا حدی مورد حمایت قرار گرفت اما به‌طور گسترده توسط دیگران مورد انتقاد قرار گرفت.    تفاسیر سیاسی دیگر به زودی دنبال شد. در سال ۱۹۷۱، ریچارد جی. جنسن، مورخ، در The Winning of the Midwest نظریه‌پردازی کرد که "Oz" از مخفف رایج "اونس" گرفته شده است که برای نشان دادن مقادیری از طلا و نقره استفاده می‌شود. 

## پاسخ انتقادی
This last story of The Wizard is ingeniously woven out of commonplace material. It is, of course, an extravaganza, but will surely be found to appeal strongly to child readers as well as to the younger children, to whom it will be read by mothers or those having charge of the entertaining of children. There seems to be an inborn love of stories in child minds, and one of the most familiar and pleading requests of children is to be told another story.The drawing as well as the introduced color work vies with the texts drawn, and the result has been a book that rises far above the average children's book of today, high as is the present standard....The book has a bright and joyous atmosphere, and does not dwell upon killing and deeds of violence. Enough stirring adventure enters into it, however, to flavor it with zest, and it will indeed be strange if there be a normal child who will not enjoy the story.

نیویورک تایمز, September 8, 1900 
The Wonderful Wizard of Oz پس از اکران نقدهای مثبت منتقدان دریافت کرد. در سپتامبر ۱۹۰۰، نیویورک تایمز این رمان را ستود و نوشت که برای خوانندگان کودک و کودکان کوچکتر که هنوز نمی‌توانند بخوانند جذاب است. این بررسی همچنین تصاویر را به دلیل اینکه مکمل دلپذیری برای متن است، تحسین کرد. 
در طول دهه‌های بعدی پس از انتشار رمان در سال ۱۹۰۰، تحلیل انتقادی کمی از سوی محققان ادبیات کودک دریافت کرد. فهرست‌های پیشنهادی خواندنی که برای خوانندگان خردسال منتشر می‌شد، هرگز حاوی آثار باوم نبودند،  و آثار او به ندرت در کلاس‌های درس تعیین می‌شدند.  این عدم علاقه ناشی از تردید دانشمندان در مورد فانتزی، و همچنین به دلیل اعتقاد آنها به این بود که سریال‌های طولانی ارزش ادبی کمی دارند. 
در دهه‌های بعد بارها مورد انتقاد قرار گرفت. در سال ۱۹۵۷، مدیر کتابخانه‌های دیترویت، جادوگر شگفت‌انگیز شهر اوز را به دلیل «هیچ ارزشی» برای کودکان امروزی، حمایت از «منفی‌گرایی» و برای رساندن ذهن کودکان به «سطح بزدل» ممنوع کرد. پروفسور راسل بی. نای از دانشگاه ایالتی میشیگان در پاسخ گفت: «اگر پیام کتاب‌های اوز - عشق، مهربانی و بی‌خودی، دنیا را به مکانی بهتر تبدیل می‌کند - امروز هیچ ارزشی به نظر نمی‌رسد، پس شاید زمان برای «ارزیابی مجدد» فرا رسیده باشد. علاوه بر فهرست کتاب‌های کودکان مورد تأیید کتابخانه دیترویت، بسیاری چیزهای دیگر نیز وجود دارد». 
در سال ۱۹۸۶، هفت خانواده مسیحی بنیادگرا در تنسی با گنجاندن این رمان در برنامه درسی مدارس دولتی مخالفت کردند و شکایت کردند.  آنها مخالفت خود را با این رمان بر اساس تصویر جادوگران خیرخواه و ترویج این باور استوار کردند که ویژگی‌های انسانی یکپارچه «به‌جای خدادادی، به‌طور فردی توسعه یافته‌اند».  یکی از والدین گفت: «من نمی‌خواهم فرزندانم به سوی ماوراء الطبیعه بی‌خدا فریفته شوند».  دلایل دیگر عبارت بودند از آموزش رمان که زن‌ها با نرها برابر هستند و حیوانات شخصیت دارند و می‌توانند صحبت کنند. قاضی حکم داد که وقتی دربارهٔ رمان در کلاس صحبت می‌شد، والدین اجازه داشتند فرزندان خود را از کلاس خارج کنند. 
در آوریل ۲۰۰۰، کتابخانه کنگره، جادوگر شگفت‌انگیز شهر اوز را «بزرگ‌ترین و دوست‌داشتنی‌ترین افسانه خانگی آمریکا» اعلام کرد و آن را اولین فانتزی آمریکایی برای کودکان و یکی از پرخواننده‌ترین کتاب‌های کودکان نامید.  لئونارد اورت فیشر از مجله The Horn Book Magazine در سال ۲۰۰۰ نوشت که اوز «پیامی جاودانه از دورانی کمتر پیچیده دارد و همچنان به طنین انداز خود ادامه می‌دهد». فیشر خاطرنشان کرد که چالش ارزش گذاری برای خود در طول ناملایمات قریب‌الوقوع در طول ۱۰۰ سال گذشته کاهش نیافته است.  دو سال بعد، در یک بررسی در سال ۲۰۰۲، بیل دیلینی از Salem Press باوم را به خاطر دادن فرصت به کودکان برای کشف جادو در چیزهای پیش پا افتاده در زندگی روزمره خود تحسین کرد. او همچنین باوم را به خاطر آموزش «میلیون‌ها کودک به خواندن در طول سال‌های حیاتی شکل‌گیری خود» ستایش کرد.  در سال ۲۰۱۲ در فهرست ۱۰۰ رمان برتر کودکان منتشر شده توسط School Library Journal در رتبه ۴۱ قرار گرفت.

## نسخه‌ها
پس از ورشکستگی جورج ام. هیل در سال ۱۹۰۲، حق چاپ کتاب به شرکت بوون-مریل ایندیاناپولیس واگذار شد.  این شرکت بیشتر کتاب‌های دیگر باوم را از ۱۹۰۱ تا ۱۹۰۳ منتشر کرد (پدر غاز، کتاب او (تجدید چاپ)، پادشاه جادویی مو (تجدید چاپ)، افسانه‌های آمریکایی (چاپ مجدد)، نقطه و توت مریلند (چاپ مجدد)، کلید اصلی، الفبای ارتش، الفبای نیروی دریایی، زندگی و ماجراهای بابانوئل، جزیره طلسم شده سرخدار، آوازهای پدر غاز) در ابتدا با عنوان جادوگر جدید اوز. کلمه "جدید" به سرعت در چاپ‌های بعدی حذف شد و عنوان کوتاه شده "جادوگر شهر اوز" که اکنون آشنا بود، باقی ماند و برخی تغییرات متنی جزئی مانند "گل‌های زرد" و تغییر عنوان فصل از " نجات» به «چگونه این چهار نفر دوباره متحد شدند». نسخه‌هایی که منتشر کردند فاقد بیشتر رنگ‌های درون متنی و صفحات رنگی نسخه اصلی بود. بسیاری از اقدامات کاهش هزینه انجام شد، از جمله حذف برخی از چاپ‌های رنگی بدون جایگزینی آن با سیاه، چاپ چیزی به جای ریش سرباز با سبیل‌های سبز.
زمانی که بام پس از اینکه فیلم و نمایشنامه‌های پری و رادیویی موفق به پرداخت هزینه‌های تولید نشد، اعلام ورشکستگی کرد، باوم حقوق تمام کتاب‌های منتشر شده توسط چیزی که اکنون بابز-مریل نامیده می‌شد را از دست داد. مجوز شرکت MA Donahue را دریافت کردند، که آنها را در نسخه‌های «کاغذ لکه دار» بسیار ارزان‌تر با تبلیغاتی که مستقیماً با کتاب‌های اخیر باوم منتشر شده توسط شرکت ریلی و بریتون، که از آن‌ها امرار معاش می‌کرد، رقابت می‌کرد، چاپ می‌کرد. The Patchwork Girl of Oz، کتاب جدید اوز برای سال ۱۹۱۳، برای افزایش فروش جادوگر، که دوناهو در یک آگهی تمام صفحه در هفته نامه ناشران (۲۸ ژوئن ۱۹۱۳)، "یکی از کتاب‌های بسیار عالی نوجوانان" باوم نامید. " در نامه‌ای به باوم به تاریخ ۳۱ دسامبر ۱۹۱۴، FK Reilly ابراز تاسف کرد که خریدار معمولی که در یک فروشگاه خرده‌فروشی کار می‌کند نمی‌داند چرا باید از او انتظار داشت که ۷۵ سنت برای یک نسخه از Tik-Tok of Oz خرج کند در حالی که می‌تواند یک نسخه بخرد. ویزارد بین ۳۳ تا ۳۶ سنت. باوم قبلاً نامه ای نوشته بود و از معامله دوناهو شکایت کرده بود، که تا زمانی که این معامله انجام شده بود از آن خبر نداشت، و یکی از سرمایه گذارانی که حقوق جادوگر شهر اوز را در اختیار داشت، پرسیده بود که چرا حق امتیاز برای هر نسخه فقط پنج یا شش سنت است. بسته به مقدار فروخته شده، که برای Baum معنی نداشت. 
نسخه جدیدی از Bobbs-Merrill در سال ۱۹۴۹ که توسط Evelyn Copelman به تصویر کشیده شد، دوباره با عنوان The New Wizard of Oz، به دنسلو کمک کرد، اما جدا از شیر، به شدت بر اساس فیلم MGM بود. کپلمن دو سال پیش نسخه جدیدی از پادشاه جادویی مو را به تصویر کشیده بود. 
تا زمانی که کتاب در سال ۱۹۵۶ وارد مالکیت عمومی شد، نسخه‌های جدید، چه با صفحات رنگی اصلی و چه با تصاویر جدید، زیاد شد.  یک نسخه اصلاح شده از آثار هنری کاپلمن در یک نسخه Grosset &amp; Dunlap منتشر شد، و Reilly & Lee (Reilly & Britton سابق) نسخه ای را مطابق با دنباله‌های Oz منتشر کردند، که قبلاً سرزمین شگفت‌انگیز اوز را به عنوان اولین نسخه در نظر گرفته بود. کتاب اوز،  فاقد حقوق انتشار جادوگر، با تصاویر جدید توسط دیل اولری.  اولری قبلاً جک اسنو Jaglon and the Tiger-Faries، بسط یک داستان کوتاه باوم، " داستان جاگلون " و نسخه ۱۹۵۵ مرد چوب حلبی از اوز را به تصویر کشیده بود، اگرچه هر دو فروش ضعیفی داشتند. نسخه‌های بعدی ریلی و لی از تصاویر اصلی دنزلو استفاده کردند.
نسخه‌های قابل توجه جدیدتر نسخه Pennyroyal 1986 با تصویر بری موزر است که توسط انتشارات دانشگاه کالیفرنیا تجدید چاپ شد و جادوگر مشروح شهر اوز در سال ۲۰۰۰ ویرایش شده توسط مایکل پاتریک هرن (به شدت از نسخه ۱۹۷۲ بازبینی شده است که در یک چاپ گسترده چاپ شده است. قالبی که به آن اجازه می‌دهد فکسی از نسخه اصلی با یادداشت‌ها و تصاویر اضافی در کناره‌ها باشد)، که توسط دابلیو. دابلیو. نورتون اند کامپنی منتشر شد و شامل تمام تصاویر رنگی اصلی و همچنین آثار هنری تکمیلی توسط دنسلو بود. دیگر نسخه‌های صدسالگی شامل انتشارات دانشگاه کانزاس، نسخه صد ساله کانزاس، تصویرگری شده توسط مایکل مک‌کردی با تصاویر سیاه و سفید، و کتاب پاپ‌آپ رابرت سابودا بود.

## دنباله‌ها
باوم، جادوگر شگفت‌انگیز شهر اوز را بدون هیچ فکری به دنباله‌ای نوشت. پس از خواندن رمان، هزاران کودک به او نامه نوشتند و از او خواستند داستان دیگری دربارهٔ اوز بسازد. در سال ۱۹۰۴، در میان مشکلات مالی،  باوم اولین دنباله، سرزمین شگفت‌انگیز اوز را نوشت و منتشر کرد،  و اعلام کرد که با اکراه دنباله‌اش را برای رسیدگی به تقاضای عمومی نوشته است.  او این کتاب را به بازیگران صحنه، فرد استون و دیوید سی مونتگومری که نقش شخصیت‌های مترسک و مرد چوب حلبی را روی صحنه بازی می‌کردند، تقدیم کرد.  باوم نقش‌های بزرگی را برای مترسک و مرد چوب‌دار قلع نوشت که بعد از اینکه مونتگومری و استون از ترک یک نمایش موفق برای اجرای دنباله خودداری کردند، آن‌ها را از نسخه صحنه، The Woggle-Bug حذف کرد.
باوم بعداً در سال‌های ۱۹۰۷، ۱۹۰۸ و ۱۹۰۹ دنباله‌هایی نوشت. او در سال ۱۹۱۰ در شهر زمردی اوز نوشت که نمی‌تواند به نوشتن دنباله‌ها ادامه دهد زیرا اوزلند ارتباط خود را با بقیه جهان از دست داده است. بچه‌ها از پذیرش این داستان سر باز زدند، بنابراین باوم در سال ۱۹۱۳ و پس از آن هر سال تا زمان مرگش در می ۱۹۱۹، یک کتاب اوز نوشت و در نهایت ۱۳ دنباله و نیم دوجین داستان کوتاه اوز نوشت.
باوم هدف رمان‌هایش را در یادداشتی که برای خواهرش، مری لوئیز بروستر، در نسخه ای از مادر غاز در نثر (۱۸۹۷)، اولین کتابش نوشت، توضیح داد. او نوشته است: «راضی کردن کودک امری شیرین و دوست داشتنی است که دل آدم را گرم می‌کند و ثواب خودش را می‌آورد». از مرگ باوم در سال ۱۹۱۹، ناشران باوم ساخت دنباله‌های بیشتری را به روث پلاملی تامپسون که کتاب ۲۱  نوشت، واگذار کردند. از کتابهای اوز به زبان انگلیسی منتشر شده بود، در حالی که صدها هزار کتاب به هشت زبان خارجی منتشر شده بود. 

## سازگاری‌ها

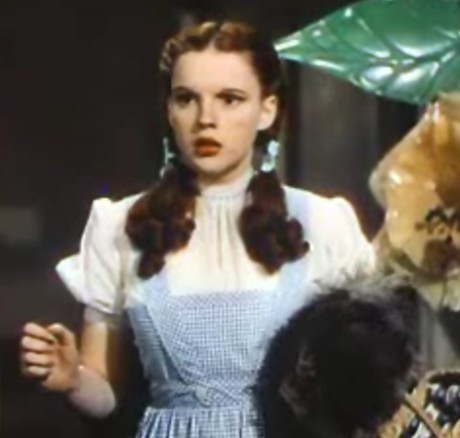
جودی گارلند به عنوان دوروتی کشف کرد که او و توتو دیگر در کانزاس نیستند

جادوگر شگفت‌انگیز شهر اوز بارها با رسانه‌های دیگر اقتباس شده است.  طی چند دهه پس از انتشار، این کتاب الهام بخش تعدادی از اقتباس‌های صحنه و صفحه نمایش بود، از جمله یک موزیکال سودآور برادوی در سال ۱۹۰۲ و سه فیلم صامت. محبوب‌ترین اقتباس سینمایی این داستان جادوگر شهر اوز است که در سال ۱۹۳۹ با بازی جودی گارلند، ری بولگر، جک هیلی و برت لار ساخته شد. فیلم ۱۹۳۹ به دلیل جلوه‌های ویژه و استفاده انقلابی از تکنی‌کالر نوآورانه در نظر گرفته شد. 
این داستان به زبان‌های دیگر ترجمه شده است (حداقل یک بار بدون اجازه، در نتیجه رمان جادوگر شهر زمرد اثر الکساندر ولکوف و دنباله‌های آن، که توسط سرگئی سوخینوف به انگلیسی ترجمه شد) و چندین بار به صورت کمیک اقتباس شده است. پس از از بین رفتن حق چاپ اصلی، شخصیت‌ها اقتباس شده‌اند و در اسپین آف‌ها، دنباله‌های غیررسمی و تفسیرهای مجدد مورد استفاده قرار گرفته‌اند که برخی از آنها در برخورد با شخصیت‌های باوم بحث‌برانگیز بوده‌اند. 

## نفوذ و میراث
جادوگر شگفت‌انگیز شهر اوز به بخشی ثابت از فرهنگ‌های مختلف تبدیل شده است و از خوانندگان جوان آمریکایی خود تا زمانی که در سراسر جهان شناخته شده است، گسترش یافته است. تقریباً به هر زبان اصلی ترجمه یا اقتباس شده است، و گاهی اوقات در تغییرات محلی تغییر یافته است.  به عنوان مثال، در برخی از نسخه‌های هندی خلاصه شده، چوب‌دار حلبی با اسب جایگزین شد.  در روسیه، ترجمه‌ای از الکساندر ملنتیویچ ولکوف شش کتاب به نام‌های سری جادوگر شهر زمرد تولید کرد که به تدریج از نسخه باوم فاصله گرفت، زیرا الی و سگش توتوشکا در سراسر سرزمین جادویی سفر می‌کردند. فیلم اقتباسی ۱۹۳۹ تبدیل به کلاسیک فرهنگ عامه شده است که سالانه از سال ۱۹۵۹ تا ۱۹۹۸ در تلویزیون آمریکا نمایش داده می‌شود و سپس چندین بار در سال هر سال از سال ۱۹۹۹ شروع می‌شود. 
در سال ۱۹۷۴، داستان دوباره به عنوان The Wiz، یک موزیکال برنده جایزه تونی با حضور یک بازیگر تماماً سیاهپوست و در زمینه فرهنگ مدرن آفریقایی-آمریکایی پیش‌بینی شد.   این موزیکال در سال ۱۹۷۸ به عنوان فیلم داستانی جادوگر اقتباس شد، یک تخیلی ماجراجویی موزیکال که توسط یونیورسال پیکچرز و موتاون پروداکشنز تولید شده بود.
چندین ترجمه عبری در اسرائیل منتشر شد. همان‌طور که در اولین ترجمه مشخص شد و در ترجمه‌های بعدی نگهداری شد، سرزمین اوز به عبری به عنوان Eretz Uz (ארץ עוץ) ترجمه شد - یعنی همان نام عبری اصلی سرزمین کتاب مقدس اوز، وطن ایوب. بنابراین، برای خوانندگان عبری، این انتخاب مترجم لایه‌ای از مفاهیم کتاب مقدس را اضافه کرد که در اصل انگلیسی وجود نداشت.
در سال ۲۰۱۸، پروژه «هنر گمشده اوز» برای یافتن و فهرست بندی آثار هنری اصلی جان آر. نیل، دبلیو دبلیو دنزلو، فرانک کرامر، ریچارد «دیرک» گرینگهویس و دیک مارتین که برای تصویرسازی مجموعه کتاب‌های اوز ایجاد شده بود، آغاز شد. . در سال ۲۰۲۰، یک ترجمه اسپرانتو از رمان توسط تیمی از دانشمندان برای نشان دادن روش جدیدی برای رمزگذاری متن در دی‌ان‌ای استفاده شد که پس از کپی مکرر قابل خواندن باقی می‌ماند. 

## تحلیل تمثیلی
به نظر می‌رسد این کتاب نیز از مضمون «قهرمان هزار چهره» / «یک اسطوره» جوزف کمبل پیروی می‌کند. دیدن جادوگر شگفت‌انگیز شهر اوز به‌عنوان تلاش دوروتی برای یافتن راهی برای بازگشت به کانزاس، از دست دادن بسیاری از منابع قدرت کتاب‌ها است، زیرا دوروتی مانند بیشتر قهرمان‌های جست‌وجو، به چیزی بیش از یافتن راه خانه خود دست می‌یابد.» «جادوگر شهر اوز» مسیر سفر قهرمان را در ساختار «خروج»، «ابتدا» و «بازگشت» دنبال می‌کند که کمپبل در قهرمان با هزار چهره توصیف می‌کند.

### استناد
1. ↑  Baum & Denslow 1900.
2. 1 2 3 4 5 6 7 8 9 10 11 12 13 14 15 16 17 18 19  Greene & Martin 1977.
3. 1 2 3 4 5  The New York Times 1900a.
4. ↑  The New York Times 1903.
5. 1 2  Twiddy 2009.
6. 1 2  Library of Congress: Oz Exhibit 2000.
7. ↑  Rogers 2002.
8. 1 2  MacFall 1956.
9. ↑  Verdon 1991.
10. 1 2 3 4 5 6  Baum 2000.
11. ↑  New Fairy Stories 1900.
12. ↑  Starrett 1954.
13. ↑  Bloom 1994.
14. ↑  University of Minnesota 2006.
15. 1 2  Sweet 1944.
16. 1 2 3 4 5 6  Schwartz 2009.
17. ↑  Gourley 1999.
18. ↑  Carpenter & Shirley 1992.
19. ↑  Taylor, Moran & Sceurman 2005.
20. ↑  Wagman-Geller 2008.
21. ↑  Elleson 2016.
22. 1 2 3  Eriksmoen 2020.
23. 1 2 3 4  Culver 1988.
24. ↑  Hansen 2002.
25. ↑  Barrett 2006.
26. ↑  Fokos 2006.
27. ↑  Mendelsohn 1986.
28. ↑  Algeo 1990.
29. ↑  Baum 2000; New Fairy Stories 1900.
30. 1 2 3  Riley 1997.
31. ↑  Berman, Judy (October 15, 2020). "Alice's Adventures in Wonderland by Lewis Carroll". Time. Retrieved November 24, 2021.
32. 1 2 3  Delaney 2002.
33. ↑  Ritter 1997; Velde 2002; Rockoff 1990.
34. 1 2  Dighe 2002.
35. 1 2  Littlefield 1964.
36. ↑  Parker 1994.
37. ↑  Sanders 1991.
38. ↑  Gardner 2002.
39. ↑  Jensen 1971.
40. ↑  The New York Times 1900b, p. BR12.
41. ↑  The New York Times 1900b.
42. 1 2  Berman 2003.
43. ↑  Starrett 1957.
44. ↑  Nathanson 1991.
45. ↑  Abrams & Zimmer 2010.
46. ↑  Fisher 2000.
47. ↑  Bird, Elizabeth (July 7, 2012). "Top 100 Chapter Book Poll Results". A Fuse #8 Production. Blog. School Library Journal (blog.schoollibraryjournal.com). Archived from the original on 13 July 2012. Retrieved 8 August 2023.
48. ↑  Greene 1974.
49. ↑  Stillman 1996.
50. ↑  Watson 2000.
51. ↑  Rutter 2000.
52. ↑  Library of Congress: Oz Adaptations 2000.
53. ↑  Martin 2015.
54. ↑  "The Story Behind Oz". The Lost Art of Oz.
55. ↑  University of Texas at Austin 2020.